# 詹姆斯·哈迪 (足球運動員)
詹姆斯·保羅·哈迪（英語：James Paul Hardy；1996年5月11日—）是一位英格蘭足球運動員，司職中場。他現在效力於英格蘭北部超級聯賽球隊阿什頓聯。

## 球會生涯
哈迪9歲時便在奥尔德姆足球俱乐部學習踢球，但在2011年被放棄。之後他獲得曼城收留，2012年5月與球隊簽下青訓合約。
2015年10月，他轉投菲爾德並迅速成為非聯賽裡最具潛質的球員，2016/17球季他打進8球，助球隊贏得英格蘭足球全國聯賽北冠軍。之後哈迪受到傷患的困擾，使在在接下來兩個賽季上場次數大減。2019年2月，傷癒的哈迪被外借至夏利法斯鎮一個月，期間共上場6次。效力菲爾德4年間他共在聯賽上場91次並打進16球。
2019年6月，與菲爾德合約結束後的哈迪轉投沃尔索尔。8月10日，他首次職業上場便打進重要的一球，使球隊扳平1-1至完場，從格林森林流浪身上取得一分。
19/20球季結束後，他被球會釋出，之後轉投AFC泰福特聯。2021年2月20日，他與球會解約離開球隊。
2021年2月22日，他加盟全國聯賽球會奥特林查姆。

## 國家隊生涯
2016年11月，他首次代表英格蘭C隊上場參加對愛沙尼亞U23的比賽並交出兩助攻，使球隊以2-1取勝。
2019年5月，他當選為英格蘭C隊年度最佳球員，一共為C隊上場5次。